# Comet (internet)
Comet is een term voor technieken die een webserver toelaten om nieuwe informatie zo snel mogelijk bij een browser te krijgen, zonder dat de browser er expliciet om vraagt. In de huidige  generatie browsers worden hiervoor hoofdzakelijk AJAX-technieken toegepast, soms wordt de benaming Ajax Push gebruikt.
In toekomstige  browsers die HTML5 ondersteunen zal het mogelijk zijn om gebruik te maken van WebSocket in de plaats van AJAX, met het bijkomende voordeel van bidirectionele communicatie. Google Chrome ondersteunt de meeste HTML5-functies.